# 정우초등학교
정우초등학교는 대한민국 전북특별자치도 정읍시 정우면 수금리에 있는 공립 초등학교다.

## 학교 연혁
- 1930년 5월 1일 정토공립보통학교 개교
- 1938년 4월 1일 정토공립심상소학교로 개칭
- 1941년 4월 1일 정우공립국민학교로 개칭
- 1950년 6월 1일 정우국민학교로 개칭
- 1982년 11월 5일 본관 교사 준공
- 1990년 7월 7일 개교 60주년 기념행사
- 1996년 3월 1일 정우초등학교로 개칭
- 2012년 3월 1일 회룡초등학교 통폐합
- 2014년 8월 19일 학교 개축 준공
- 2017년 2월 10일 제84회 졸업식(10명)(총 7,140명)
- 2017년 3월 1일 제32대 전영기 교장 부임
- 2017년 3월 1일 초등학교 7학급, 유치원 1학급 편성

## 참고 자료
- 정우초등학교 - 한국교육학술정보원 학교알리미